# کریستینا بالابان
کریستینا بالابان (به انگلیسی: Cristina Balaban) (زادهٔ) شناگر اهل رومانی است.